# Lacs Inferno
Pour les articles homonymes, voir Inferno.
Les lacs Inferno (en anglais : Inferno Lakes) sont des lacs américains dans le comté de Tuolumne, en Californie. Ils sont situés à 2 422 mètres d'altitude au sein de la Yosemite Wilderness, dans le parc national de Yosemite.